# Ralph Richardson
Ralph David Richardson (Cheltenham, 19 december 1902 – Londen, 10 oktober 1983) was een Engels acteur. Hij werd in 1950 genomineerd voor een Academy Award voor zijn bijrol als Dr. Austin Sloper in The Heiress en opnieuw in 1985 voor die als The Sixth Earl of Greystoke in Greystoke: The Legend of Tarzan, Lord of the Apes. Zes andere prijzen werden hem daadwerkelijk toegekend, waaronder een BAFTA Award voor het filmdrama The Sound Barrier, National Board of Review Awards voor The Heiress en The Sound Barrier en de prijs voor beste acteur op het Filmfestival van Cannes 1962 voor Long Day's Journey Into Night.
Richardson trouwde in 1924 met Muriel Hewitt die in 1942 overleed. Hij hertrouwde in 1944 met de actrice Meriel Forbes (1913–2000) en ze hadden een zoon, Charles David Richardson (1945–1998). 

## Filmografie
*Exclusief twaalf televisiefilms
| - Invitation to the Wedding (1985) - Give My Regards to Broad Street (1984) - Greystoke: The Legend of Tarzan, Lord of the Apes (1984) - Time Bandits (1981) - Dragonslayer (1981) - Watership Down (1978, stem) - Rollerball (1975) - O Lucky Man! (1973) - A Doll's House (1973) - Alice's Adventures in Wonderland (1972) - Tales from the Crypt (1972) - Eagle in a Cage (1972) - Lady Caroline Lamb (1972) - Whoever Slew Auntie Roo? (1971) - The Looking Glass War (1969) - Battle of Britain (1969) - The Bed Sitting Room (1969) - Midas Run (1969) - Oh! What a Lovely War (1969) - Khartoum (1966) - The Wrong Box (1966) - Doctor Zhivago (1965) - Chimes at Midnight (1965) - Woman of Straw (1964) - The 300 Spartans (1962) - Long Day's Journey Into Night (1962) - Exodus (1960) - Oscar Wilde (1960) - Our Man in Havana (1959) - The Passionate Stranger (1957) | - Smiley (1956) - Richard III (1955) - The Holly and the Ivy (1952) - The Sound Barrier (1952) - Home at Seven (1952) - Outcast of the Islands (1952) - The Heiress (1949) - The Fallen Idol (1948) - Anna Karenina (1948) - School for Secrets (1946) - The Silver Fleet (1943) - The Day Will Dawn (1942) - The Lion Has Wings (1939) - On the Night of the Fire (1939) - The Four Feathers (1939) - Q Planes (1939) - The Citadel (1938) - South Riding (1938) - The Divorce of Lady X (1938) - Thunder in the City (1937) - The Man Who Could Work Miracles (1936) - Things to Come (1936) - Bulldog Jack (1935) - The Return of Bulldog Drummond (1934) - Java Head (1934) - Thunder in the Air (1934) - The King of Paris (1934) - Friday the Thirteenth (1933) - The Ghoul (1933) |

## Televisieseries
*Exclusief eenmalige gastrollen
- Wagner - Pfordten (1983, drie afleveringen)
- Jesus of Nazareth  - Simeon (1977)
- Blandings Castle - Clarence, 9th Earl of Emsworth (1967, zes afleveringen)

- Bibsys: 90863460
- Biblioteca Nacional de España: XX1167865
- Bibliothèque nationale de France: cb14043094f (data)
- Gemeinsame Normdatei: 119535122
- International Standard Name Identifier: 0000 0001 0858 7537
- Library of Congress Control Number: n81089465
- MusicBrainz: 6b828554-25ad-4913-bf6f-4199c693a6d0
- National Archives and Records Administration: 10570145
- Nationale Bibliotheek van Tsjechië: jn20000701508
- Nationale bibliotheek van Australië: 35821702
- Nationale Bibliotheek van Israël: 987007456367705171
- Nederlandse Thesaurus van Auteursnamen: 173804314
- SNAC: w6h151hv
- Système universitaire de documentation: 059406313
- Trove: 1103024
- Virtual International Authority File: 76516215
- WorldCat: E39PBJhCHgBFkpYKq3mHqwXmVC